# Filip Cyril Župka
Filip Cyril Župka (7. června 1885 Ivanovice na Hané – 3. dubna 1964 Kostelec na Hané) byl moravský knihovník, spisovatel a básník.

## Život
Filip Cyril Župka se narodil v rodině Františka Župky (1847–1906) domkaře a stolaře v Ivanovicích na Hané a Anny rozené Loubalové (1849). Měl pět sourozenců: Antonii (1873), Františka (1878–1890), Jakuba (1880–1952), Jana (1888–1888) a Jana (1891–1976). V roce 1920 se v Olomouci oženil s učitelkou Bernardinou rozenou Rozehnalovou (1886), se kterou měli dvě děti Ctibora (1921) a Marii, provdanou Mičíkovou (1925).
V jeho čtyřech letech se rodina přestěhovala do Prostějova a zde začal chodit do školy. Ve vzdělání pokračoval na zemské vyšší reálce a na gymnáziu v Lipníku nad Bečvou. Odmaturoval v roce 1912, potom krátce pracoval v Přerově jako korektor. Po návratu z vojny vystudoval Vysokou školu obchodní v Praze a filozofii na Filozofické fakultě Masarykovy univerzity. Díky oceňované umělecké tvorbě se Filip Cyril Župka stal členem Moravského kola spisovatelů (1914–1948). Přátelil se mj. se spisovatelem, spoluautorem Manifestu české moderny, Josefem Svatoplukem Macharem a s ředitelem brněnské městské knihovny a redaktorem tehdejších Lidových novin Jiřím Mahenem.
Literární tvorbu skloubil se svou profesí prvního městského knihovníka Prostějova. V městské knihovně zůstal až do svého odchodu do důchodu. Věnoval se literatuře, psal básně, povídky, romány, literaturu pro děti a mládež. Psal pod pseudonymy: F. A. Smirnov, Ivan Novický, Murylič, Žulič, Žuk, Ivan Novic. V Prostějově bydlel na adrese Floriánské 6.

## Dílo

### Verše
- Písně bídy – Prostějov: František Karásek, 1909
- Listí: almanach veršů – Prostějov: Světla, 1909/1910
- Ortel: dramatická báseň – Kyjov: Karel Antoš, 1911
- Propast: epická báseň – Prostějov: F. Karásek, 1912
- Oko – Prostějov: Alois Šimíček, 1920
- Veliký okamžik – Prostějov: s. n., 1925
- Perla Moravy: dvojvěnec brněnských sonetů – Kostelec na Hané: v. n., 1943

### Próza
- Padala a jiná prósa: povídky – Prostějov: F. Karásek, 1911
- Dobrodružství bílého havrana – obrázky nakreslil Richard Kaňák. Prostějov: J. F. Buček, 1923
- Čudilova vojna a jiné čtení – Prostějov: J. F. Buček, 1925
- Démon žena – Olomouc: Pozor, 1925
- Panna z mořské pěny a jiná beletrie – Prostějov: 1928
- Žena mesiáš: román – Olomouc: 1928
- Erotická dobrodružka: román – Ostrava: Moravskoslezský deník, 1930
- Hugugugu, poustevníček – 1930[4]
- Květy krve – 1931[4]
- Ježův hrad – nakreslil R. Kaňák. Vícov: C. Kunert, 1932
- Ševcovská pohádka – Brno: Občanská tiskárna, 1936
- Melmedova rodina: román jezevce – Brno: Občanská tiskárna, 1939
- Podzemní západe – Kostelec na Hané: 1940
- Potopená hora a jiné historie
- Maska smrti a jiné zvrácenosti
- Kormidelník Obran
- Odvážná sázka
- Kverulant
- Prostějovské povídky
- Kostelecké povídky
- Na evropskou Aljašku
- Povídky pro dítky
- Trny

Díla bez uvedeného roku vydání viz

### Spisy
- Biografické momenty z historie lidových knihoven: vhodná pomůcka pro frekventanty knihovnických kursů – Prostějov: A. Šimíček, 1921
- Analekty A–Ž: Župkova rodinná kronika – 1940
- Ad publicandum; Počátky veřejné knihovny lidové v Prostějově; Do rája postavené – výzdoba Vilém Topinka. Prostějov: v. n., 1940
- Novoroční adresa 1940 – Prostějov: v. n., 1940
- Neodešla, jen nás předešla...: [Anežka Kožušníčková] – Kostelec na Hané: v. n., 1941
- Novoročenka 1941 – Kostelec na Hané: v. n., 1942
- Malíř duše krajiny [Vilém Topinka] – Kostelec na Hané: v. n., 1944
- Svěžímu šedesátníkovi Dru Vojtěchu Martínkovi: 11. IV. 1947 – Kostelec na Hané, 1947